# Derambila sjostedti
Derambila sjostedti là một loài bướm đêm trong họ Geometridae.